# Parco Papa Giovanni Paolo II (Milano)
Il parco Papa Giovanni Paolo II, già "parco delle Basiliche", è un parco della città di Milano. È così chiamato perché collega la basilica di San Lorenzo e la basilica di Sant'Eustorgio. L'ampio corridoio verde è attraversato dalla via Molino delle Armi, parte della Cerchia dei Navigli.

## Storia

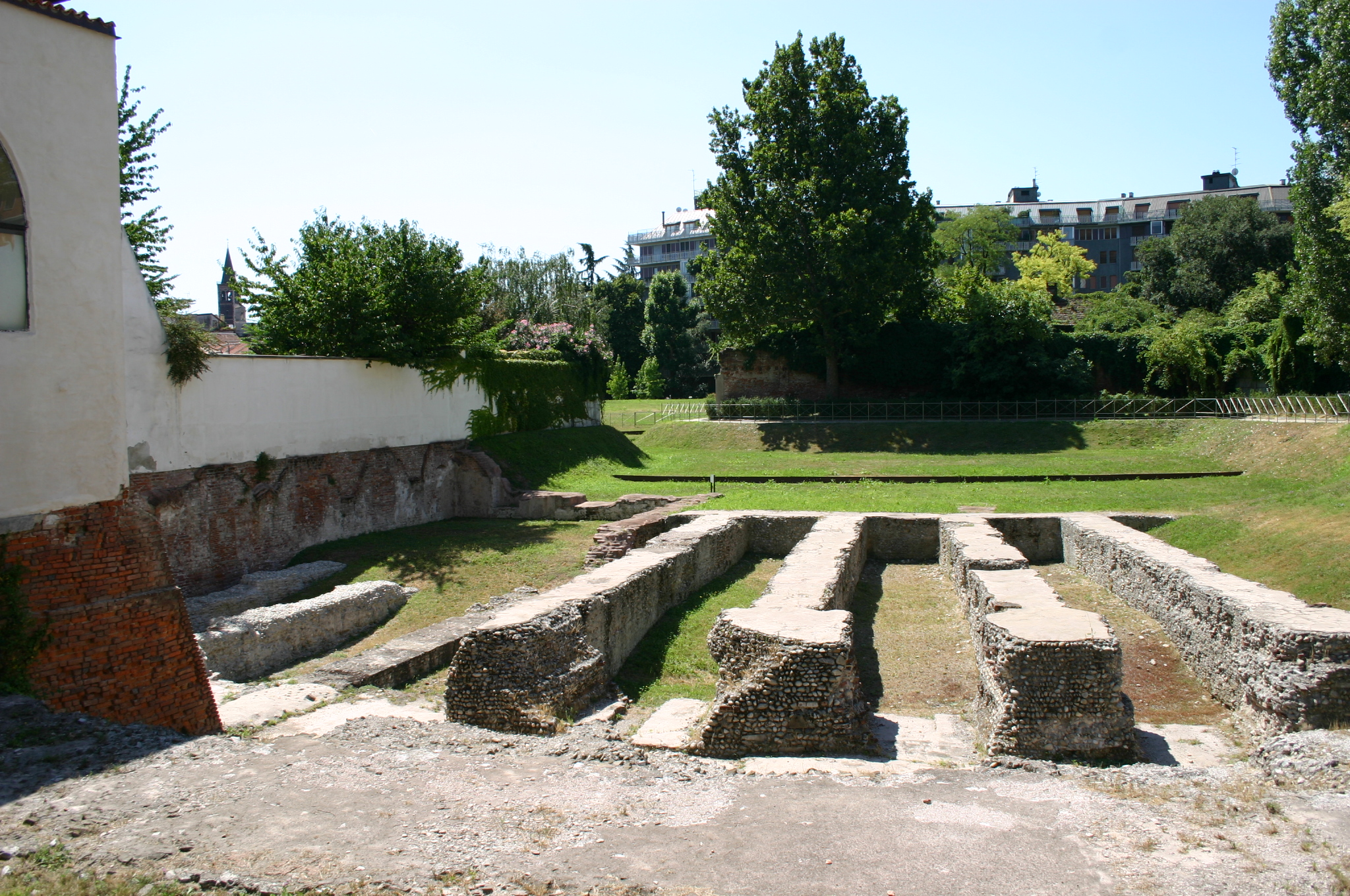
Ruderi dell'anfiteatro romano, I secolo d.C.

La sua storia inizia con una variante di PRG del 1925 che prevedeva di riqualificare i terreni paludosi sul retro di San Lorenzo e abbattere alcuni edifici che circondavano la basilica stessa, creando uno spazio tra essa e le omonime colonne romane, e la piazza Vetra sul suo retro: i lavori ebbero luogo nel 1934, contemporaneamente ad altri resi necessari dalla copertura della Cerchia dei Navigli.
Il progetto dell'area verde invece risale al dopoguerra, e fu realizzato dagli architetti Bagatti Valsecchi e Grandi, come una passeggiata archeologica tra i due antichi templi, le colonne di San Lorenzo e i pochi ruderi dell'anfiteatro romano che si trovano sul lato sinistro di corso di Porta Ticinese.
Al margine dell'area delle strade della "movida milanese", contornato da numerosi locali, il parco fu a lungo al centro di una polemica cittadina sulla necessità di recintarlo per controllare ed evitare vandalismi, consumo e spaccio di droga, turbamento della quiete pubblica e parcheggi selvaggi. La polemica si chiuse di fatto in occasione dei lavori di risistemazione per il Giubileo del 2000. Da allora, si accede al parco attraverso dieci varchi controllati e sotto l'occhio delle telecamere. In quell'occasione, il parco venne anche intitolato al papa Giovanni Paolo II.

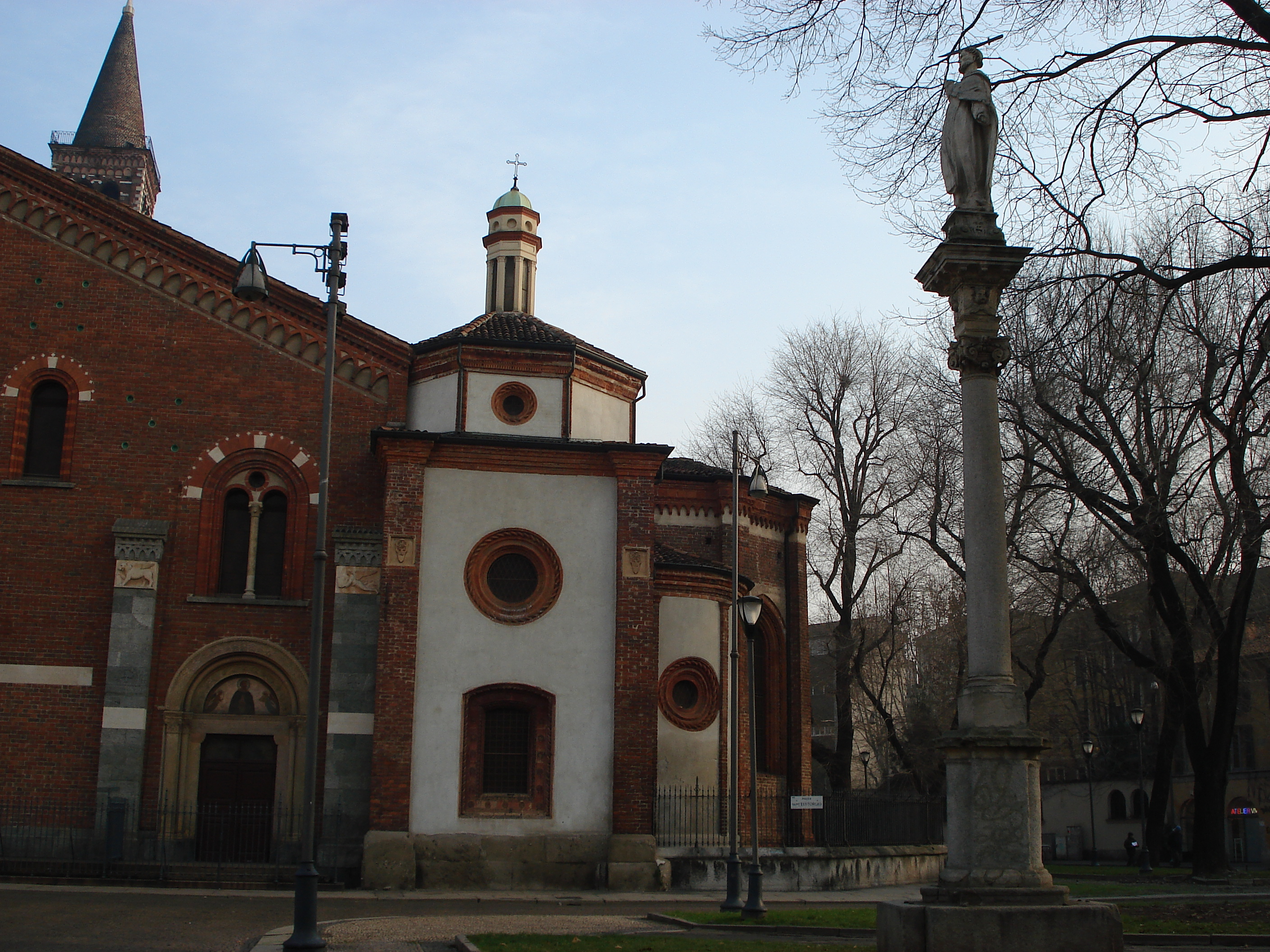
Sant'Eustorgio, la cappella Brivio, verso il parco

Dal 2001, presso i Chiostri di Sant'Eustorgio, con ingresso da corso di Porta Ticinese 95, è aperto il Museo diocesano che espone centinaia di opere d'arte sacra e arredi che abbracciano quasi due millenni di storia milanese.

## Alberi presenti
All'ingresso sud, da via Molino delle Armi, si incontra un interessante gruppo di gelsi e poco più avanti un rarissimo esemplare di celtis orientalis, bagolaro della Guinea. Tra le altre specie, spiccano gli aceri, la betulla, l'olmo, il platano, il pruno, le querce e il tiglio, disseminati su vasti prati.
Nel parco vi sono tre aree gioco attrezzate, un campo per la pallavolo e due spazi recintati riservati ai cani.